# Kańkowo-Piecki
Kańkowo-Piecki – wieś w Polsce położona w województwie mazowieckim, w powiecie ostrowskim, w gminie Zaręby Kościelne.
W skład sołectwa wchodzą trzy wsie Niemiry, Stara Złotoria, Kańkowo-Piecki.
W latach 1975–1998 miejscowość administracyjnie należała do województwa łomżyńskiego.
Wierni Kościoła rzymskokatolickiego należą do parafii św. Stanisława Biskupa i Męczennika w Zarębach Kościelnych.